# Числа Бетті
В алгебраїчній топології n-вимірним числом Бетті простору X є ранг n-вимірної гомологічної групи з цілими коефіцієнтами. Еквівалентно числа Бетті рівні розмірності гомологічної групи з раціональними коефіцієнтами. Для кожного n числа Бетті — топологічні інваріанти поліедра, що реалізовує комплекс K, що вказує число попарно негомологічних (над раціональними числами) циклів в ньому.
Термін «числа Бетті» було введено Анрі Пуанкаре, який назвав їх на честь італійського математика Енріко Бетті.

## Приклади
- Для сфери {\displaystyle \ S^{n}:}

{\displaystyle \ b_{0}(S^{n})=1,\quad b_{1}(S^{n})=\ldots =b_{n-1}(S^{n})=0,\quad b_{n}(S^{n})=1.}
- Для проективної площини {\displaystyle P_{2}(\mathbb {R} ):}

{\displaystyle b_{0}(P_{2}(\mathbb {R} ))=1,\quad b_{1}(P_{2}(\mathbb {R} ))=b_{2}(P_{2}(\mathbb {R} ))=0.}
- Для тора {\displaystyle \ T^{2}:}

{\displaystyle b_{0}(T^{2})=b_{2}(T^{2})=1,\quad b_{1}(T^{2})=2.}

### Приклад: перше число Бетті в теорії графів
В топологічній теорії графів перше число Бетті графу G з n вершинами, m ребрами та k компонентами зв'язності дорівнює
{\displaystyle m-n+k.\ }
Це можна безпосередньо довести із використанням математичної індукції за кількістю ребер. Нове ребро або збільшує кількість 1-циклів, або зменшує кількість компонент зв'язності.
Дивись цикломатичну складність як приклад застосування першого числа Бетті в розробці програмного забезпечення.

## Властивості
- Для скінченного симпліційного комплекса K групи гомологій Hk(K) є скінченно-породженими і, відтак, мають скінченний ранг. Якщо k перевищує максимальну розмірність симплексів K, то відповідні групи гомологій нульові. У цьому випадку
  - Ейлерова характеристика K може бути виражена наступним чином
{\displaystyle \chi (K)=\sum _{i=0}^{\infty }(-1)^{i}\beta _{i}(K)}
  - Функція Пуанкаре є поліномом.
- Згідно з теоремою Кюннета для будь-яких двох просторів X і Y, вірно наступне співвідношення для функцій Пуанкаре

{\displaystyle P_{X\times Y}=P_{X}P_{Y},\,}
- Якщо X — замкнутий і орієнтовний n-вимірний многовид, то, згідно з двоїстістю Пуанкаре, для будь-якого k:
{\displaystyle \beta _{k}(X)=\beta _{n-k}(X).}